# Autostrasse H4
De Autostrasse H4 is een ongelijkvloerse autoweg in Zwitserland, die loopt vanaf de Duitse grens bij Bargen naar Schaffhausen waar de weg aansluit op de hoofdweg A4. De weg is onderdeel van de Hauptstrasse 4.
Na de afrit Schaffhausen-Schweizersbild is een tolvignet verplicht. Het traject tussen de grens met Duitsland en de Zwitserse douane is géén autoweg.
De weg is sinds 1 januari 2010 officieel H4. Voor die tijd was het traject onderdeel van de Zwitserse A4, officieel gezien de Nationalstrasse N4. De A4 vanaf Verzweigung Mutzentäli loopt niet langer via Bargen, maar via Thayngen. Deze veranderingen hebben te maken met een uit 1960 stammend veranderd plan, waardoor al het hoofdverkeer naar Stuttgart niet langer meer via Bargen rijdt.
In het plan van 1960 was het de bedoeling dat de weg via Bargen een transitroute zou worden. Alleen de Zwitsers kwamen zover om de weg in 1968 te openen, aan de Duitse zijde gebeurde er niets om er een transitweg van te maken.
Omdat het transitverkeer via de voormalige J15 (nu deel van de A4) naar Thayngen loopt, is deze weg zeer rustig.
Nadat de weg vanaf 1 januari 2010 niet langer Nationalstrasse meer is, maar een Kantonalestrasse, zullen er diverse aanpassingen zich plaatsvinden. Zo zal er een extra halfaansluiting komen vanuit Schaffhausen voor het dorp Merishausen.